# Be-10
Be-10 (ros. Бе-10) – radziecki dwusilnikowy samolot-amfibia o napędzie odrzutowym, opracowany przez biuro konstrukcyjne Georgija Berijewa.

## Konstrukcja
Dwusilnikowa amfibia patrolowo-bombowa w układzie górnopłatu o konstrukcji całkowicie metalowej. Usterzenie klasyczne.